# La tumba de Drácula
La tumba de Drácula fue una serie de cómic de terror publicada por la editorial estadounidense Marvel Comics desde abril de 1972 hasta agosto de 1979. En los 70 números de la serie aparecía un grupo de cazadores de vampiros que luchaban contra el Conde Drácula y otras amenazas sobrenaturales. En raras ocasiones, Drácula colaboraba con estos cazadores en contra de una amenaza común o combatía contra otras criaturas sobrenaturales por su cuenta, pero a menudo era el antagonista en lugar del protagonista de la serie. Además de sus batallas sobrenaturales en esta serie, el Conde Drácula de Marvel Comics a menudo aparecía como supervillano en otras series del Universo Marvel, luchando contra Blade, Spider-Man, el Hombre Lobo, los X-Men e incluso contra el personaje Solomon Kane creado por Robert E. Howard.

## Historia de la publicación

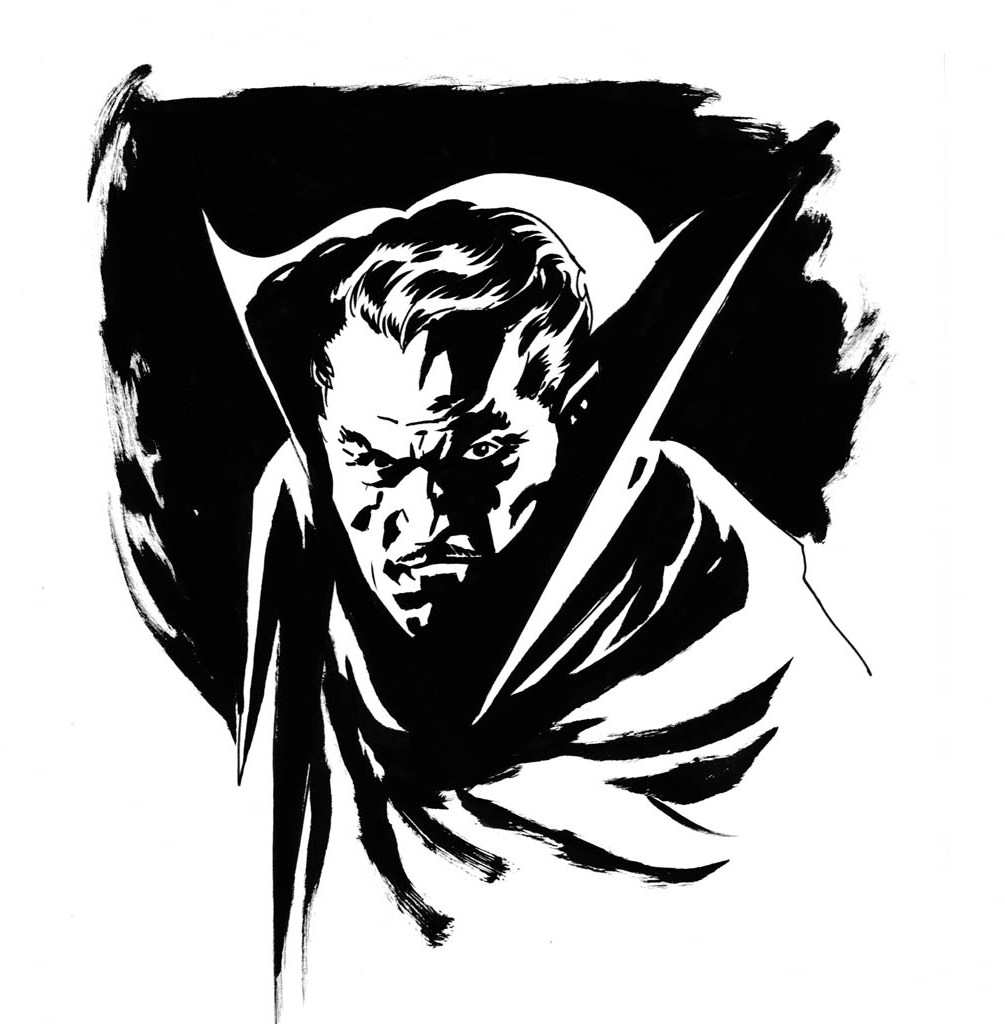
El Conde Drácula del cómic, basado en el actor Jack Palance.

En 1971, el Comics Code Authority fue revisado, y en concreto sus normas sobre los cómics de terror que prohibían la aparición directa de vampiros, entre otras criaturas sobrenaturales. Marvel ya había protestado indirectamente contra el Comics Code con su personaje Morbius, el Vampiro Viviente, un científico que adquiría rasgos vampíricos a raíz de un experimento fallido, pero la editorial ahora decidió lanzar una serie regular sobre vampiros como parte de una nueva línea de cómics de terror. Después de algunas discusiones, se decidió utilizar el personaje de Drácula, en parte porque era el vampiro más famoso y conocido por el público, y también debido a que los derechos de la creación de Bram Stoker y sus personajes habían expirado y pertenecían al dominio público.
Al principio, La tumba de Drácula fue afectada por incapacidad de mantener un guionista estable, y los primeros seis números fueron escritos por Gerry Conway, Archie Goodwin y Gardner Fox. Pero finalmente la serie consiguió estabilidad con la presencia habitual de Marv Wolfman a partir del n.º 7.
Toda la serie de La tumba de Drácula fue dibujada por Gene Colan, con entintado de Tom Palmer, aunque Gil Kane dibujó muchas de las portadas durante los primeros años, como había hecho para otras muchas series de Marvel. Colan basó la apariencia visual del Drácula de Marvel, no en los personajes interpretados por Béla Lugosi, Christopher Lee o cualquier otro actor que hubiese interpretado al vampiro, sino en el actor Jack Palance. Palance interpretaría el papel de Drácula en una producción televisiva de 1973, un año después del comienzo de La tumba de Drácula.
La serie duró 70 números hasta 1979. A medida que se acercaba la cancelación, se hicieron planes para concluir la trama y las subtramas asociadas en el n.º 72. Sin embargo, cuando la dirección de Marvel decidió sin aviso concluir en el n.º 70, los tres números finales de la historia fueron comprimidos en un cómic de doble tamaño, culminando con la muerte y desaparición aparente de Drácula.
La serie en color fue sucedida por una revista en blanco y negro (con historias también dibujadas por Gene Colan) que duró seis números. Una revista anterior, Dracula Lives, publicada por Curtis Magazines con la autorización de Marvel, fue publicada entre 1973 y 1975. El cómic a color también fue acompañado por un número cuatrimestral de tamaño gigante, que duró cinco números a mediados de la década de 1970.

## Aparición en otras series
Varios años después, Drácula reapareció en un número de The Uncanny X-Men. Sin embargo, en esta aparición, el señor de los no muertos no se parecía demasiado al Drácula de la serie de La tumba de Drácula, y ha provocado cierta discusión entre los fanes si se trataba o no del mismo Drácula. Aunque la versión de Wolfman y Colan ha sido establecida como perteneciente al Universo Marvel regular y ha combatido contra superhéroes como Spider-Man, el Doctor Strange, Thor y Silver Surfer, algunos creen que el rediseño de Drácula en la historia de X Men fue un intento de establecer La tumba de Drácula en un universo propio y separado del Universo Marvel principal y de sus personajes.
Aunque Drácula y todos los demás vampiros del Universo Marvel fueron finalmente destruidos por la mística Formula Montessi en la serie del Doctor Strange, el señor vampiro fue revivido posteriormente. Marvel publicó una miniserie de cuatro número de La tumba de Drácula, reuniendo a Wolfman y Colan, bajo el sello de Epic Comics en 1991, y revivió a Drácula y sus enemigos en la serie Nightstalkers y Blade en la década de 1990. Recientemente, Drácula reapareció en la miniserie: Dracula: Lord of the Undead.
Entre los años 2003 a 2005, como parte de su línea de tomos Essential Marvel, la editoria publicó una colección Essential Tomb of Dracula de cuatro tomos en blanco y negro. Los tres primeros tomos recopilan los 70 número de La tumba de Drácula y selecciones de la revista en blanco y negro La tumba de Drácula y el cuarto recoge las historias de Dracula Lives y el resto de las historias de la revista La tumba de Drácula. Tras el éxito de estas reimpresiones, Drácula regresó en una nueva miniserie de cuatro números.Stoker's Dracula continuaba y concluía la adaptación de Drácula que había comenzado en Dracula Livesveinte años antes, y le siguió una nueva miniserie de La tumba de Drácula en la que Blade se unía a un nuevo equipo de cazadores de vampiros para evitar que Drácula se convirtiera en un dios. Apocalypse vs. Dracula mostraba a Drácula combatiendo al enemigo inmortal de los X-Men en el Londres Victoriano.
Algunas subtramas sin resolver de La tumba de Drácula fueron concluidas en los tres últimos números de la serie Nightstalkers. Entre ellas se incluían el destino de Domini, la novia de Drácula, su hijo Janus y el cazador de vampiros Taj Nital.

## Personajes principales
- Drácula
- Dr. Quincy Harker, hijo de Jonathan y Mina Harker, y líder inválido de los cazadores de vampiros; murió combatiendo a Drácula.
- Dra. Rachel van Helsing, nieta de Abraham van Helsing, y líder de los cazadores de vampiros a la muerte Quincy Harker; fue convertida en vampira por Drácula y posteriormente recibió una muerte misericordiosa por parte de Wolverine de los X Men.
- Blade, hijo de una mujer mordida por un vampiro durante el embarazo y un aliado valioso aunque reticente de la banda de cazadores de vampiros de Harker. Blade posee habilidades similares a los vampiros, incluyendo una vida prolongada, la habilidad para percibir criaturas sobrenaturales e inmunidad al mordisco de los vampiros.
- Frank Drake, descendiente de Drácula y miembro de los cazadores de vampiros de Quincy Harker. Su linaje procede de un matrimonio de Drácula anterior a su conversión en vampiro.
- Hannibal King, un cazador de vampiros e investigador privado, que es un vampiro «arrepentido» y compañero frecuente de Blade & Frank Drake. Sobrevive sólo con sangre obtenida de bancos de sangre o de los cadáveres que encuentra. Nunca ha tomado sangre directamente de un ser humano. De esta forma consigue sobrevivir a la Fórmula Montesi y recupera su vida humana.
- Taj Nital, un cazador de vampiros indio y mudo de considerable fuerza (suficiente para retener temporalmente a Drácula), cuyo hijo Adri Nital fue vampirizado, y que posteriormente también fue convertido en vampiro y destruido en el n.º 18 de Nightstalkers.
- Lilith, la hija de Drácula, una vampira inmortal que fue condenada a no morir hasta que su padre fuese completamente destruido; cuando muere renace en el cuerpo de una mujer llena de odio.
- Deacon Frost, el vampiro responsable de la muerte de la madre de Blade y que convirtió a Hannibal King en vampiro. Trató de apoderarse del título de Señor de los Vampiros que ostentaba Drácula.
- Harold H. Harold, un escritor que se hizo amigo de los cazadores de vampiros con la intención de conseguir información para un libro que estaba escribiendo. Cayó víctima de Drácula y se convirtió en vampiro en el n.º 5 de Howard el Pato, aunque esto no impidió que se convirtiera en un exitoso productor de Hollywood. Sin embargo, como todos los vampiros fue destruido debido al efecto de la Fórmula Montessi
- Anton Lupeski, un sacerdote satanista a través del cual Drácula manipulaba un culto haciéndose pasar por Satán.
- Domini, una chica del culto de Lupeski a quien Drácula elige como su novia.
- Janus (Yelas), el hijo de Drácula y Domini, que fue poseído por un ángel. Regresó a su forma infantil y a los cinco años fue secuestrado por el vampiro Varnae en los n.º 16-18 de Nightstalkers.
- Varnae, el primer vampiro (y en un momento enemigo de Conan el Bárbaro). Fue el Señor de los Vampiros antes que Drácula, y aunque murió tras convertir a Drácula en su heredero, posteriormente fue revivido. Fue inspirado por el personaje del siglo XIX Varney el vampiro.
- Nimrod, otro Señor de los Vampiros anterior a Drácula, que lo asesinó en su primera aparición. n.º 3 de Dracula Lives. Cuando el origen de Drácula fue revisado en el n.º 33 de Bizarre Adventures, Nimrod dejó de ser el verdadero Señorde los Vampiros; sino un servidor desequilibrado de Varnae, a quien su amo dio poder para probar la valía de Drácula.

## Ediciones
Los cómics de La tumba de Drácula han sido recopilados como parte de la serie Essential. Los volúmenes son:
- Volume 1 (560 pages, 2003, Panini, ISBN 1-904159-62-1, Marvel, ISBN 0-7851-0920-X)
  - Compila Tomb of Dracula #1-25, Werewolf By Night #15, Giant-Size Chillers #1
- Volume 2 (592 pages, 2004, Panini, ISBN 1-905239-05-X, Marvel, ISBN 0-7851-1461-0)
  - Compila Tomb of Dracula #26-49, Dr. Strange #14, Giant-Size Dracula #2-5[1]
- Volume 3 (584 pages, 2004, Panini, ISBN 1-905239-06-8, Marvel, ISBN 0-7851-1558-7)
  - Compila Tomb of Dracula #50-70, The Tomb of Dracula Magazine #1-4
- Volume 4 (576 pages, 2005, Panini, ISBN 1-905239-20-3, Marvel, ISBN 0-7851-1709-1)
  - Compila Tomb of Dracula Magazine #2, 4-6, Dracula Lives! #1-13, Frankenstein Monster #7-9

Algunos de los desnudos han sido eliminados del cuarto volumen y hubo varias protestas por la censura de los originales, a pesar de las explicaciones del publicista Dan Buckley.
Una colección con cubierta a todo color de Marvel Omnibus recopilando The Tomb of Dracula #1-31, Werewolf by Night #15, Giant-Size Chillers #1, yGiant-Size Dracula #2-4 fue publicada en noviembre de 2008. El segundo volumen, con The Tomb of Dracula #32-70, Giant-Size Dracula #5,y Dr. Strange #14 será publicado en octubre de 2009.

## En otros medios

### Televisión
En 1980, se emitió una película de televisión basada en La tumba de Drácula. Gran parte de la trama fue condensada y muchos personajes y subtramas fueron truncados y omitidos. La película fue animada en Japón por Toei y emitida en televisión por cable en Estados Unidos por Harmnoy Gold bajo el título Dracula: Sovereign of the Damned, y ha sido lanzada en DVD como The Tomb of Dracula: Sovereign of the Damned. En España la película se emitió en la televisión por primera vez en navidades de 1984 en el programa infantil Mazapán de TVE bajo el título Drácula o La Tumba de Drácula.

### Películas
Varios personajes de La tumba de Drácula como Blade, Deacon Frost y Hannibal King, han aparecido en las tres películas del personaje de Blade, aunque muy revisados. Una referencia a la serie de La tumba de Drácula aparece en Blade: Trinity, cuando Hannibal King muestra un cómic a Blade.
El propio Drácula no aparece en las películas hasta Blade: Trinity en el que recibe el nombre de «Drake» y su apariencia, origen y poderes son muy diferentes a los de los cómics. Es interpretado en la película por Dominic Purcell.

## The Curse of Dracula
Marv Wolfman y Gene Colan regresaron a los cómics de Drácula con The Curse of Dracula, una miniserie de tres números publicada en 1998. La miniserie fue publicada por Dark Horse Comics y no está asociada oficialmente con el Drácula de Marvel. Una recopilación fue publicada en el año 2005.